# Brian Hoyer
Brian Hoyer (North Olmsted, Ohio, Estados Unidos, 13 de octubre de 1985) es un jugador profesional de fútbol americano de la National Football League que es agente libre 

## Carrera deportiva
Brian Hoyer proviene de la Universidad Estatal de Míchigan y fue elegido en el Draft de la NFL de 2009.
Ha jugado en los equipos Arizona Cardinals, Cleveland Browns, Houston Texans, New England Patriots, Pittsburgh Steelers y Las Vegas Raiders.

## Estadísticas generales
| Yardas | Touchdowns | Pases completados | Ratio |
| 2358   | 18         | 199/329 (60.5%)   | 93    |